# Dominique Bijotat
Dominique Bijotat, född den 3 januari 1961 i Chassignoles, Frankrike, är en fransk fotbollsspelare som tog OS-guld i fotbollsturneringen vid de olympiska sommarspelen 1984 i Los Angeles.